# Кавголово
Ка́вголово (фин. Kaukola) — деревня, с 2009 года входит в состав Токсовского городского поселения Всеволожского района Ленинградской области, ранее относилась к Агалатовскому сельскому поселению. Расположена примерно в 5—6 км к западу от железной дороги Санкт-Петербург — Приозерск.
Нередко, говоря о «Кавголово», имеют в виду не эту деревню, а северную часть Токсово, где находятся лыжные базы, трамплины и пляжи.

## Название
По мнению профессора И. И. Муллонен топоним происходит от личного имени Кауко, по другой версии — от финского «kauko» — «далёкое».

## История

### 1500—1600-е годы
Впервые упоминается в Писцовой книге Водской пятины 1500 года как несколько деревень: «деревня на Кавголе ж», «деревня на Кавгале ж Ксоково», «деревня на Кавкале ж Типино», «деревня на Кавгале большой двор», «деревня на Кавгале Кирилово», «деревня на Кавгале ж Доброселка», «деревня на Кавгале ж Кудрово Максимово».
В начале XVI века деревня «Кавгола у часовни» принадлежала князьям Мышецким.
Первое картографическое упоминание деревни — селение Kajvikila, происходит на карте Карелии, составленной после взятия Кексгольма в 1580 году.

### Имперский период
Как деревня Кавгулова она упоминается на «Карте окружности Санкт-Петербурга» 1810 года.
Затем как селение Kaukila, деревня упоминается на карте Ингерманландии штабс-капитана Бергенгейма, составленной в 1827 году, по шведским архивам и по состоянию на 1676 год.

КАЛГОЛОВА —  деревня, мызы Вартемяки, принадлежит графам церемониймейстеру Андрею и штаб-ротмистру Григорию Шуваловым, жителей по ревизии: 227 м. п., 263 ж. п. (1838 год)

В 1844 году деревня Кавголова насчитывала 45 дворов.
На этнографической карте Санкт-Петербургской губернии П. И. Кёппена 1849 года она обозначена как деревня «Kaukola», расположенная в ареале расселения эвремейсов. В пояснительном тексте к этнографической карте она записана как деревня Kaukola (Калголова, Кавголова) и указано количество её жителей на 1848 год: эвремейсов — 211 м. п., 251 ж. п., всего 462 человека.

КАЛГОЛОВО — деревня гр. Шувалова, по просёлочной дороге, 98 дворов, 254 души м. п. (1856 год)

КАЛГОЛОВО — деревня гр. Шувалова. Число душ крепостных людей мужского пола: крестьян — 259, дворовых — нет. Число дворов или отдельных усадеб — 109. Земли состоящей в пользовании крестьян (в десятинах): усадебной — 48,17, на душу — 0,14; пахотной: всего — 360,61, на душу — 1,89; сенокосы: 731,70; выгоны: 83,26; кустарник: 85,21; всего удобной — 308,95, на душу — 5,05. (1860 год)

Согласно же «Топографической карте частей Санкт-Петербургской и Выборгской губерний» в 1860 году деревня Кавголова насчитывала 110 дворов.

КАЛГОЛОВО — деревня владельческая при колодцах, по правую сторону Куйвозского просёлочного тракта, 109 дворов, 341 м. п., 356 ж. п. (1862 год)

- План деревни Кавголово. 1885 год.

В 1885 году деревня насчитывала 114 дворов.
В 1887 году в деревне открылась земская школа (Калголовское училище), бессменным учителем в ней в дореволюционные годы был Иван Антонович Скворцов.

КАЛГОЛОВСКИЕ ФЕРМЫ — деревня арендаторов в Токсовской волости, на земле графа Шувалова, при Гарболовско-Куйвозовской земской дороге 4 двора, 8 м. п., 15 ж. п. — всего 23 чел. (1896 год)

В конце XIX — начале XX века деревня административно относилась к Вартемякской волости 4-го стана Санкт-Петербургского уезда Санкт-Петербургской губернии. 
Административно Токсово в конце XIX — начале XX века относилось ко 2-му стану Шлиссельбургского уезда Санкт-Петербургской губернии. Население деревни было однородным — финским.

 
КАЛГОЛОВО — селение Камоловского сельского общества Вартемяккской волости, 107 домохозяйств, наличных душ: 203 м. п., 230 ж. п., земли пахотной — 841, леса — 195, итого: 1036 десятин. (1905 год)

В 1908 году в деревне проживали 420 человек из них 45 детей школьного возраста (от 8 до 11 лет).
В 1909 году в деревне было 104 двора.

КАЛГОЛОВО — деревня Калголовского сельсовета Парголовской волости Ленинградского уезда, 139 хозяйств, 595 душ.

### Советский период
По состоянию на 1926 год,

...русских — 14 хозяйств, 47 душ; ингерманландцев — 118 хозяйств, 522 души; суоми — 7 хозяйств, 26 душ.

В том же 1926 году был организован Кавголовский финский национальный сельсовет, население которого составляли: финны — 729, русские — 72, другие нац. меньшинства — нет. В состав сельсовета по данным переписи населения 1926 года входили: деревни Калголово, Авволово, Рапполово и сельхозартель «Калголовская». Сельсовет находился в составе Парголовской волости Ленинградского уезда.
В 1928 году население деревни составлял 601 человек.
В 1930-е годы в деревне был организован финский колхоз «Punainen kyntäjä» («Красный пахарь»).
По административным данным 1933 года деревня Калголово являлась центром Калголовского сельсовета Куйвозовского финского национального района, который состоял из деревень: Калголово, Авволово, Раппулово и выселок Пахарь, общей численностью населения 713 человек.
По административным данным 1936 года деревня Кавголово являлась центром Кавголовского сельсовета Токсовского района. В сельсовете было 3 населённых пункта, 222 хозяйства и 4 колхоза.

КАВГОЛОВО — деревня Кавголовского сельсовета Парголовского района, 476 чел.

КАВГОЛОВО — плотина в Кавголовском сельсовете Парголовского района, 29 чел. (1939 год)

Национальный сельсовет был ликвидирован весной 1939 года.
- Деревня Кавголово на карте 1939 года

Согласно топографической карте РККА 1939 года деревня насчитывала 113 дворов. В 1940 году деревня также насчитывала 113 дворов.
До 1942 года — место компактного проживания ингерманландских финнов.
В 1958 году население деревни составлял 201 человек.
В 1960—1990-е годы деревня входила в состав Вартемягского сельского Совета.

### Постсоветские годы
В 1997 году в деревне проживали 97 человек, в 2002 году — 90 человек (русских — 86%), в 2007 году — 77.

## География
Деревня расположена в северной части района на автодороге 41К-201 (подъезд к дер. Кавголово).
Деревня находится к западу от Кавголовского озера и к востоку от деревни Скотное.
На восточном берегу Кавголовского озера, на территории посёлка Токсово, имеется железнодорожная платформа Кавголово (приозерского направления). Однако более удобным остановочным пунктом для прибытия в деревню Кавголово по железной дороге оказывается не эта платформа, а станция Токсово: расстояние от неё 7—8 км. От платформы Кавголово дистанция «по воздуху» меньше, но необходимо обогнуть озеро. 
Наличие одноимённых деревни и платформы иногда приводит к путанице.

## Демография
| 2007 | 2010 | 2017 |
| ---- | ---- | ---- |
| 77   | ↗100 | ↗713 |

Национальный состав
Согласно данным Всероссийской переписи населения 2021 года в деревне проживали 19 человек, из них:
 русские — 17, татары — 2 человека.

## Известные уроженцы
- Антти Титтанен (1890—1927) — журналист, писатель, член Временного комитета Северной Ингерманландии, редактор газеты Kirjasalon sanomat[фин.][48][49].

- Антти Титтанен. 1920 год

## Улицы
Западная, Луговая, Новая, Совхозная, Центральная, Южная.